# Puits-la-Vallée
Puits-la-Vallée település Franciaországban, Oise megyében. Lakosainak száma 205 fő (2022. január 1.). Puits-la-Vallée Francastel, Froissy, Lachaussée-du-Bois-d’Écu, Maisoncelle-Tuilerie és Oursel-Maison községekkel határos.

## Népesség
A település népességének változása:
| Lakosok száma | 205  | 205  | 206  | 203  | 205  | 207  | 205  | 204  | 205  |
|               | 2013 | 2015 | 2016 | 2017 | 2018 | 2019 | 2020 | 2021 | 2022 |